# Дужност (4. сезона)
Четврта сезона серије Дужност је емитована од 26. марта до 30. априла 2017. године и броји 6 епизода.

## Опис
Тандивеј Њутон и Ројс Пјересон су заменили Данијела Мејса и Крега Паркинсона на почетку сезоне.

## Улоге

### Главне
- Тандивеј Њутон као Детективка главна инспекторка Розан Хантли
- Мартин Компстон као Детектив наредник Стив Арнот
- Вики Меклур као Детективна наредница Кејт Флеминг
- Адријан Данбар као Надзорник Тед Хејстингс
- Ројс Пјересон као Детектив позорник Џејми Десфорд

### Епизодне
- Крег Паркинсон као Детектив наредник Метју Котан (епизода 5)

## Епизоде
| Бр. еп. (укупно) | Бр. еп. (у сезони) | Наслов                   | Редитељ       | Сценариста   | Премијера       | Гледаност у Великој Британији (милиони) |
| --- | ------------------ | ------------------------ | ------------- | ------------ | --------------- | --------------------------------------- |
| 18 | 1                  | "У сенци истине"         | Џед Меркурио  | Џед Меркурио | 26. март 2017.  | 9.21                                    |
| ДГИ Роз Хантли је препознала и ухапсила осумњиченог низног убицу. Осумњичени није хтео да сарађује током саслушања и изгледа нема покриће. После неколико месеци узалудне истраге, ПГН Дерек Хилтон је притиснуо Хантлијеву да оптужи осумњиченог. Форензички научник Тим Ајфилд је обавестио Хантлијеву да брине о форензичком доказу за који верује да доказује невиност осумњиченог, али Хантлијеву изгледа то није занимало. Ајфилд је обавестио ПП-12 о могућем оптуживању невиног човека и рекао Стиву Арноту да ДГИ Хантли намерно занемарује форензички доказ који доказује невиност осумњиченог и да је форензика утврдила да је неко петљао по месту золчина у покушају да смести осумњиченом. Уз одобрење Теда Хејстингса, Кејт Флеминг је отишла на тајни задатак да истражи Хантлијеву и да разговара са осумњиченим. Арнот је обавестио Хантлијеву да ПП-12 спроводи истрагу. Хантлијева је посумњала да иза тога стоји Ајфилд па му је банула у кућу усред ноћи и оптужила га да је разговарао са ПП-12. Ајфилд је то признао па је настала свађа око кривице осумњиченог. Хантлијева је опекла Ајфилду руку тигањем, а он је њу ударио због чега га је она оптужила за напад па ју је он гурнуо због чега је ударила главом о сто и онесвестила се. |                    |                          |               |              |                 |                                         |
| 19 | 2                  | "Ко ведри и облачи"      | Џед Меркурио  | Џед Меркурио | 2. април 2017.  | 9.04                                    |
| Док је са њим разговарала ДН Флеминг, Мајкл Фармер је дао тачно име болнице у којој је био кад је Леони Колерсдејл, друга жртва убиства убијена, што је одагнало сумњу са његове кривице. Бриге су настале кад се ДГИ Роз Хантли није јавила на дужност. За раскомадано женско тело је откривено да је Леони Колерсдејл. Кад се поново појавила, Роз се отресла одсуства рекавши да је била забола. ПГН Хилтон јој је рекао да ће јој Хејстингс уручити Проипс 15. У ПП-12 су разговарали са Роз и бацили сумњу на форензички доказ у вези напада на Хану Резњиков за који је она навела да је од Мајкла Фармера и рекли су да она није показала никакве против-доказе Краљевском тужилаштву. Хејстингс јој је рекао да ће препоручити да је скину са случаја. Роз је после виђена како прегледа Ајфилдов преносни рачунар у колима, а он је нестао. ДН Арнот је отишао у његов стан, провалио унутра и пронашао његово тело. Три прста су била одстрањена. Роз је стигла и преузела место злочина упркос Стивовом противљењу. Унутра је приметила испрскану крв по кухињским елементима, која је њена и чула је да је узорак означен као КРГ-13, али га је намерно забележила као КРГ-30. После је узела узорак Ајфилдове крви из кола и означила га као КРГ-30. Она је успела да приступи форензичким узорцима, али није могла да нађе КРГ-30, али је схватила да је погрешила па је преправила своју кесу са узорком у КРГ-13. Ајфилдов списак позива са мобилног телефона је истражен и пронађени су разговори са Ханом Резњиков. ДН Арнот је сазнао од форензичара да је Ајфилд вероватно носио бело форензичко одело у време смрти. Сабирајући доказе, он је указао Хејстингсу да је Роз Ајфилдов убица. Роз је узела још један узорак Ајфилдове крви и убацила га међу доказе убиства Леони Колерсдејл да га умеша па је тражила даља форензичка испитивања која су показала поклапање са Ајфилдом. ДН Флеминг је прошла инспекторски испит. Хејстингс је разговарао и са њом и са ДН Арнотом и назначио Кејт неслужбено да је одлучио да унапреди Арнота. Роз је рекла ПГН Хилтону да, ако је доушник ПП-12 био Ајфилд, докази против њега поткопавају његове доказе и тако и случај против ње и да је осудила убицу Тима Ајфилда и да су злочини Мајкла Фармера повезани. |                    |                          |               |              |                 |                                         |
| 20 | 3                  | "У замци"                | Џон Стрикланд | Џед Меркурио | 9. април 2017.  | 9.05                                    |
| Роз је наставила да искључује Кејт са истражних састанака. Службеници покушавају да пронађу везу између Тима Ајфилда и Мајкла Фармера. Како би добили приступ податку из истраге, ПП-12 је на силу преузео доказе јер Кејт није могла да добије приступ на тајном задатку. Снимак видео-надзора на ком је Ајфилд са фантомком и како купује алат пронађен у његовом стану нису убедили Стива да је он човек са фантомком. Његов захтев Хејстингсу за отварање друге истраге је одобрен. Стив је дошао до закључка да је Роз убила Ајфилда јер су јој спискови позива на мобилном телефону сумњиви. Порука која је остављена на рачунару је упозорила Роз да је прате и ускоро је посумњала на Кејт. Џоди је приметила да Кејт проверава форензику (коју је Роз заменила) и пријавила то Хантлијевој. Роз је разговарала са Ханом, жртвом човека са фантомком кога је првобитно спасла, и пошто је открила да је Хана дроља која је општила са Ајфилдом, почела је да јој смешта његово убиство. Стив је почео да испитује Ника Хантлија о томе где му је била супруга у ноћи Тимове смрти, али је Ник одбио и да потврди и да порекне супругино покриће. Нови ДП Џејми Десфорд је додељен Стиву као помоћ. Пошто се није чуо са Ником, Стив се вратио у његову пословницу да га испита па није послушао гласовне поруке из ПП-12 да би Ник могао да буде опасан јер су његова кола препозната као кола која су и долазила и одлазила са места у близини Ајфилдовог стана у ноћи убиства. Док је ишао ка лифту, Стива је напао човек са фантомком, ударио га у лице бејзбол палицом и бацио низ степениште. Док му је крв цурела са главе, његова судбина није била позната. |                    |                          |               |              |                 |                                         |
| 21 | 4                  | "Скрупулозна надмоћност" | Џон Стрикланд | Џед Меркурио | 16. април 2017. | 9.60                                    |
| После напада на ДН Арнота, Роз је покупила свог супруга Ника испред његове пословнице и саветовала му да се врати унутра и избегава видео-надзор и замолила обезбеђење да потражи Стива Арнота. Арнот је пронађен гадно повређен, али жив. Са Ником су разговарали надзорник Хејстингс и ДП Џејми Десфорд. Ник је рекао да је сасвим случајно знао да ће Арнот бити у његовој пословној згради кад је пао са трећег спрата, али није објаснио зашто су његова кола виђена близу Ајфилдовог стана кад је убијен. Ник је рекао да је његова супруга Роз спавала у другој соби те ноћи. Ников заступник Џими Лејквел је рекао врло званично да би без снимака видео-надзора Ника требало пустити. ПП-12 је дошао до снимака видео-надзора на којима се види човек са фантомком у пословној згради Ника Хантлија у време кад је Стив нападнут. У колима, Ник и Роз су се посвађали јер је он рекао да ју је видео како је отишла у Ајфилдов стан усред ноћи, а она је рекла да је имала прељубу. Кад га је посетио Хејстингс у болници, Стив није могао да препозна нападача. На састанку у свом удружењу, Роз је поднела захтев ЗГН Хилтону да јој помогне око слања жалбе ПП-12 и затварања случаја против Мајкла Фармера. Хилтон је рекао да постоје неке ствари које би могао да каже Роз како би јој помогао око ПП-12. Упркос њеном пријатељском понашању, она је одбила његову понуду и рекла да ју је лекар прегледао и узео брис. Роз и Ник су се поново посвађали код куће. Ник је рекао да јој више ништа не верује и да зна да је била у стану кад се десило убиство. Она му је ударила два шамара, а он се сломио. ПП-12 је пронашао нешто чудно у другом форензичком прегледу о КРГ-13 − узорак крви са преправљеном етикетом и трагове белих влакана са форензичког одела. Роз је саслушана у ПП-12. Хејстингс је изгледао као да има нешто. Иако је проверио доказе, рекао је да ће препоручити да је одмах удаље са дужности. Роз је онда окренула сто и оптужила Хејстингса за сексизам, препознала ДН Флеминг као службеницу ПП-12 на тајном задатку у својој екипи и питала га да ли је масон. Током целог разговора, видно потресени Хејстингс ју је питао одакле јој тај податак, а она је одговорила да је ДН Флин петљао са доказима из Ајфилдовог убиства, оптужила Хејстингса да окреће правду у њеном случају против ње и дала писмо ЗГН Хилтона којим он обуставља истрагу ПП-12. Хилтон и Роз су се поново састали у његовом удружењу, али га је она поново одбила и рекла да воли свог супруга. После тога, ПП Манет Биндра је виђена како предаје један досије ЗГН Хилтону. |                    |                          |               |              |                 |                                         |
| 22 | 5                  | "Гнездо лажова"          | Џон Стрикланд | Џед Меркурио | 23. април 2017. | 9.98                                    |
| Хејстингс је оптужио Хилтона да хоће хотимице да заташка оптужбе за кривично дело, а Хилтон је то порекао и захтевао примерак изјаве на самрти (ИС) Метјуа Котана. Хејстингс је то одбио и рекао да нема ништа реципрочно. На састанку екипе, ДН Нил Твајлер је изјавио да је биометрија показала да су човек са фантомком који је напао Стива Арнота и човек са фантомком виђен око места где је убијена Леони Колерсдејл иста особа.Роз је рекла да је можда тако, али да ће Мајкл Фармер можда признати кривицу. Нил је очигледно сумњао у то па је рекао са раднику да је Роз толико кивна да пришије Ајфилдово убиство Хани. Кејт је рекла да ју је највероватније одао неко из ПП-12. Откривено је још делова женских тела: нису само од Леони Колерсдејл. Стив се вратио на посао, упркос својим повредама и томе што је у колицима и рекао да Роз не сме да се дозволи да спута истрагу, а Хилтон није рекао ништа о томе да ПП-12 не истражује Ајфилдово убиство. Он је предложио да провере покриће Ника Хантлија, а Манет је открила да га он нема и питала Џејмија за корисничко име и лозинку, говорећи да су промењени, а онда их је искористила како би ушла у састав и скинула примерак снимка Котановог ИС-а који је дала Хилтону. Убрзо после тога, Манет је затражила да заврши посао због своје трудноће. Касније је приметила приступ осетљивим подацима и рекла Хејстингсу који је послао Џејмија у свлачионицу. Џејми је рекао да је био жртвено јагње, затражио је премештај и отишао из пословнице. Стив је посетио Мајкла Фармера у затвору и предложио му да промени заступника, а Фармер му је одговорио да му се свиђа и овај садашњи. Стив је посетио једну Фармерову особу како би га спречио да пормени исказ што је успело па је рекао Кејт да намештаљка Фармеру није била насумична и открио да је Фармеров претходни заступник био Џими Лејквел. Стив и Кејт су посетили Лејквела, али нису сазнали ништа. Розина повреда руке се погоршала. Ник је рекао да почиње да смрди, а лекар који је узео брис ју је звао. Она се кући онесвестила док се пресвлачила. Ник се састао са Лејквелом и рекао да Роз лаже и има рану која датира од ноћи Ајфлидовог убиства и да мисли да је она убила Ајфилда. Лејквелу се свидела замисао доборвољног саслушања и заштите од оптужбе. Форензичарка Рупал је открила да су најновији остаци били залеђени и да су закопани и после Фармеровог затварања и после Ајфилдовог убиства и предложила екипи да разговара са Роз па је отишла у пословницу због састанка који је очекивала, али ником није био пренет тај податак. Нил, који је ово чуо, састао се са Кејт и пренео јој тај податак због секирације око нечега. Стив се због тога сетио да је и тело Џеки Лаверти било закопано после залеђивања и да су људи са фантомкама били умешани па је предложио да се нерешени случај Лавертијеве поново отвори и да им прилику да прегледају најновије доказе. Роз је у болници. Ник јој је објаснио да су морали да јој одстране руку како би је спасли. Уз нове форензичке доказе, Стив је открио да је узорак Ајфилдове крви (у вези убиства Леони Колерсдејл) угрожен због влакана са белог форензичког одела исто као и мрља крви са кухињских елемената што значи да су оба кривотворена и рекао да мисли да Роз штити Ника. Хејстингс је рекао "Јебе ми се за ЗГН Хилтона" и рекао Кејт да оде и похапси Роз и Ника Хантлија, али Роз је отишла из болнице, а њена другарица Џоди ју је сачекала и рекла да је Лејквел тражио добровољно саслушање од независних детектива у вези Ајфилдовог убиства и тражио заштиту од оптужбе. Ник се састао са Роз код куће, а она му је рекла да хоће развод и оптужила га да јој је одстранио руку као одмазду за прељубу. Он је рекао да су свето њене лажи и да је имала МОС на рани, а она га је ухапсила због Ајфилдовог убиства. Кад је Ник одведен, Роз је узела путну торбу у којој су оптужујући предмети са попришта Ајфилдовог убиства и провукла четку преко једног Никовог убиства. Хејстингс, Стив и Кејт су посетили ЗГН Хилтона, а Стив и Кејт су објаснили да су докази подметнути како би се Ајфилд лажно оптужио за убиство Леони Колерсдејл јер је открио заверу да се Мајлу Фармеру сместе убиства. Хејстингс је рекао да би одмах хтео да ухапси Роз због сумње да је подметала доказе. Хилтон је све то одбио и подсетио их на изузимање ПП-12 и да су то Розини случајеви. Хејстингс је рекао да су до тога дошли кад су поново истражили нестанак Џеки Лаверти. Хилтона је ово откриће наизглед узнемирило због чега је похвалио њихов рад, али поново тражио да предају случајеве непристраснијој инстанци. Хилтон је рекао Стиву и Кејт да иду па је пустио снимак Котановог ИС-а Хејстингсу због чега је он жестоко просведовао. На снимку ИС-а се чуло да је "врхунска џукела" (врхунски подмићени полицајац) унапредио Котана и да му име почиње на "Х". Хилтон је рекао Хејстингсу, називајући га "Х", да ће му бити уручен захтев Прописа 15 и да ће имати 10 дана да одговори на оптужбе па га је пустио. Кејт је одвезла Стива кући, а он није могао да брине о себи и признао Кејт да можда више никад неће проходати, а она га је утешила. Пре него што је саслушан, Ник је поново рекао свом заступнику да Роз лаже о свему. |                    |                          |               |              |                 |                                         |
| 23 | 6                  | "Краљевско ловиште"      | Џон Стрикланд | Џед Меркурио | 30. април 2017. | 10.40                                   |
| Ник Хантли је саслушан у вези својих кретања у ноћи Ајфилдовог убиства. Из ПП-12 су схватили да се то поклапа са снимком видео-надзора и исказима сведока које имају, али се боре да пронађу неки доказ који окривљује Роз. Џејми се пребацио у екипу ЗГН Хилтона чиме је дошао у сукоб са ПП-12 што се још усложило чињеницом да му је ортакиња Арнотова бивша девојка. Роз их је довела до Никовог џемпера којим је петљала па су га из Полског булевара званично оптужили за Ајфилдово убиство као и за претходне злочине који су приписани човеку са фантомком. Ник је замолио Лејквела да укључи ПП-12, али је он одбио. Роз је замолила Џоди да тихо провери неке спискове позива. Арнот је схватио да је Ајфилдов убица украо тренерку јер му или јој је одећа била замрљана крвљу и да се онда вероватно поново пресвукао кад је стигао кући и све сакрио па су покушали да сузе потрагу на одређено време и област и успели да пронађу руку од три сата недуго после Ајфлидовог убиства и успели да уоче Роз како је возила ка великом шумовитом крају. Такође су открили да ће МОС који је заразио Роз највероватније бити пронађен на Ајфилдовој фантомки. Арнот је открио да је време које је Роз требало да дође и оде са места дало неколико минута да сакрије доказ. Сазнали су и да је она водила ранију претрагу места и да је сакрила доказе који је оптужују на истом месту. Роз је на крају ухапшена због Ајфилдовог убиства и тражила Лејквела за заступника. Кад је саслушана и кад се суочила са доказима против себе, Роз је признала Ајфилдову несрећну смрт у самоодбрани и смештање Нику. Таман кад је изгледало да је разговор завршен, Роз је ухапсила Лејквела због ометања истраге. Онда је откривено да је Лејквел, кога је Ник звао кад је Арнот дошао у његову пословницу, то дојавио Хилтону преко припејд мобилног, а Хилтон човеку који је напао Арнота. Роз је успела да докађе Хилтонову умешаност јер јој је дао свој број кад је покушао да је заведе. Хејстингс и Флемингова су отишли у Хилтонову пословницу, али му је Џејми дојавио па је он отишао док су они дошли. Џејми је покушао да оде са Лејквелом, али су га Арнот и Роз зауставили и рекли да је највероватније намештено да буде убијен. Хејстингс и Флемингова су се вратили, али један од људи са фантомком (Лејквел је признао да их има неколико) је држао једног чувара на нишану. Хејстингс га је брзо упуцао. Кад су се попели горе, Џејми је потегао пиштољ на Арнота. Ипак, Хејстингс и Арнот су успели да га убеде да га спусти. Хилтон је сутрадан пронађен мртав што је проглашено као самоубиство, али се десило на истом месту као и убиство повезано са ланцем злостављања деце из Пешчаног погледа. Кад се прашина слегла на овом случају, Хејстингс је признао да мисли да ово изгледа као животни посао јер изгледа није ни близу распетљавања веће завере. Епилог: Роз је осуђена на десет година због Ајфилдовог убиства из нехата и каснијег заташкавања. Она и Ник су остали у браку. Лејквел је признао ометање истраге, али је одбио и заштиту сведока и да сведочи. Мајкл Фармер је ослобођен, а налог за Пропис 15 против Хејстингса је одбачен, а он је остао на челу ПП-12. |                    |                          |               |              |                 |                                         |